# Mpumalanga
Mpumalanga (đổi tên từ Đông Transvaal, ngày 24 tháng 8 năm 1995), là một tỉnh của Nam Phi. Tên gọi này có nghĩa là phía đông hoặc là "nơi mặt trời mọc" trong tiếng Swazi, tiếng Xhosa, và tiếng Zulu. Mpumalanga nằm ở miền đông Nam Phi, phía bắc của KwaZulu-Natal và giáp các quốc gia Eswatini (giáp tất cả các vùng của Eswatini) và Mozambique (giáp tỉnh Gaza. Tỉnh chiếm 6,5% diện tích đất của Nam Phi. Ở phía bắc giáp Limpopo, phía tây giáp Gauteng, về phía tây nam giáp Free State còn phía nam giáp KwaZulu-Natal. Thủ phủ tỉnh đóng ở Mbombela, tên cũ trước đây là Nelspruit. Trước năm 1994, Mpumalanga là một phần của tỉnh Transvaal.

## Các đô thị
Tỉnh Mpumalanga được chia thành 3 huyện, các huyện được chia thành 17 đô thị:
| - Huyện Gert Sibande - Albert Luthuli - Msukaligwa - Mkhondo - Pixley Ka seme - Lekwa - Dipaleseng - Govan Mbeki | - Huyện Nkangala - Delmas - Emalahleni - Steve Tshwete - Highlands - Thembisile - Dr JS Moroka | - Huyện Ehlanzeni - Thaba Chweu - Mbombela - Umjindi - Nkomazi - Bushbruckridge |